# Gelbkopfkarakara
Der Gelbkopfkarakara (Milvago chimachima) ist ein kleiner Karakara, der hauptsächlich im nördlichen und zentralen Südamerika vorkommt. Sein Name bezieht sich auf seine Gefiederfarbe.

## Merkmale
Der Gelbkopfkarakara hat ein creme- bis beigefarbenes Gefieder. Seine Flügeldecken sind schwarzbraun. Am Kopf hat er einen schwarzen Streifen hinter dem Auge. Sein Schwanz ist leicht gebändert. Er erreicht eine Größe von 40 bis 46 cm und eine Spannweite von 81 bis 95 cm. Wie bei den meisten Falkenartigen und Greifvögeln ist das Männchen etwas kleiner als das Weibchen. Die männlichen Exemplare wiegen um 300 g (235 bis 329 g), die weiblichen um 330 g (297 bis 364 g).

## Verbreitung
Die Art lebt im größten Teil von Südamerika östlich der Anden, vom Norden Argentiniens bis nach Mittelamerika. In Costa Rica wird sie seit 1973 beobachtet und hat seitdem ihr Areal merklich vergrößert.

## Habitat
Der Gelbkopfkarakara bevorzugt offene, unbewaldete Habitate, er ist häufig in Kultur- und Weideland. Innerhalb geschlossener Waldgebiete kommt er vor allem entlang der großen Flüsse vor.

## Nahrung und Nahrungserwerb
Als Geierfalke frisst er Aas, meist von kleineren Tieren. Sehr oft kann man den Gelbkopfkarakara auf Weidevieh und anderen größeren Tieren beobachten, die er nach Zecken und Insekten absucht. Wie viele andere Karakaras scharrt er oft nach Insekten, Würmern und anderen Wirbellosen. Des Weiteren kann man ihn ebenfalls als Nahrungsopportunist bezeichnen.

## Phylogenese
Nach einer Multigen-phylogenomischen Untersuchung von Jerome Fuchs et al. 2012 ist die Gattung Milvago polyphyletisch. Nächster Verwandter von Milvago chimachima wäre danach Daptrius ater, der Gelbkehlkarakara.

## Unterarten
Es sind zwei Unterarten bekannt:

Verbreitung (grün) des Gelbkopfkarakaras

- Milvago chimachima cordata Bangs & Penard, TE, 1918[6] kommt im südlichen Costa Rica bis über Südamerika nördlich des Amazon vor
- Milvago chimachima chimachima (Vieillot, 1816)[7] ist vom Amazon südlich bis ins nördliche Argentinien verbreitet.

## Etymologie und Forschungsgeschichte
Die Erstbeschreibung der Gelbkopfkarakara erfolgte 1816 durch Louis Pierre Vieillot unter dem wissenschaftlichen Namen Polyborus chimachima. Zum Verbreitungsgebiet des Typusexemplar nannte er kein Details. Bereits 1824 führte Johann Baptist von Spix die Gattung Milvago für Milvago ochrocephalus Spix, 1824, ein Synonym zum Gelbkopfkarakara, ein. Dieser Begriff ist das lateinische Wort für einen habichtartigen Greifvogel. Der Artname »chimachima« beschreibt im argentinischen Raum den Laut der Karakaras. »Cordata« leitet sich vom lateinischen cordatus, cor, cordis für weise, klug gescheit, Herz ab. Alfred Laubmann erwähnte in seinem Werk Die Vögel von Paraguay, dass die Art in Paraguay relativ häufig anzutreffen ist und auf der deutschen Gran Chaco Exepetion oft gesichtet wurde.